# Coupe de France de rugby à XIII 1986-1987
Navigation
Édition précédente Édition suivante
La Coupe de France de rugby à XIII 1986-1987 est la 49e édition de la Coupe de France, compétition à élimination directe mettant aux prises des clubs de rugby à XIII amateurs et professionnels affiliés à la Fédération française de jeu à XIII (aujourd'hui Fédération française de rugby à XIII).

## Liste des équipes en compétition en huitièmes de finale
| \| AS Saint-Estève XIII Catalan FC Lézignan US Le Pontet Aussillon-Mazamet Bataillon de Joinville Toulouse olympique XIII RC Carpentras XIII Limouxin RC Roanne US Villeneuve La Réole XIII RC Albigeois RC Saint-Gaudens SO Avignon Salon XIII \| Clubs prenant part à la Coupe de France de rugby à XIII 1987. |
| AS Saint-Estève XIII Catalan FC Lézignan US Le Pontet Aussillon-Mazamet Bataillon de Joinville Toulouse olympique XIII RC Carpentras XIII Limouxin RC Roanne US Villeneuve La Réole XIII RC Albigeois RC Saint-Gaudens SO Avignon Salon XIII                                                                     |

## Tableau final
|  | Huitièmes de finale           | Huitièmes de finale            |              |    | Quarts de finale                 | Quarts de finale                 |  |  | Demi-finales  | Demi-finales  |  |  | Finale                    | Finale                    |
|  | Huitièmes de finale           | Huitièmes de finale            |              |    | Quarts de finale                 | Quarts de finale                 |  |  | Demi-finales  | Demi-finales  |  |  | Finale                    | Finale                    |
|  |                               |                                |              |    |                                  |                                  |  |  |               |               |  |  |                           |                           |
|  | le 12 avril 1987 à Limoux     | le 12 avril 1987 à Limoux      |              |    | le 26 avril 1987 à Castelnaudary | le 26 avril 1987 à Castelnaudary |  |  | le 7 mai 1987 | le 7 mai 1987 |  |  | le 24 mai 1987 à Narbonne | le 24 mai 1987 à Narbonne |
|  | le 12 avril 1987 à Limoux     | le 12 avril 1987 à Limoux      |              |    | le 26 avril 1987 à Castelnaudary | le 26 avril 1987 à Castelnaudary |  |  | le 7 mai 1987 | le 7 mai 1987 |  |  | le 24 mai 1987 à Narbonne | le 24 mai 1987 à Narbonne |
|  | Saint-Estève                  | 24                             |              |    | le 26 avril 1987 à Castelnaudary | le 26 avril 1987 à Castelnaudary |  |  | le 7 mai 1987 | le 7 mai 1987 |  |  | le 24 mai 1987 à Narbonne | le 24 mai 1987 à Narbonne |
|  | Saint-Estève                  | 24                             |              |    | le 26 avril 1987 à Castelnaudary | le 26 avril 1987 à Castelnaudary |  |  | le 7 mai 1987 | le 7 mai 1987 |  |  | le 24 mai 1987 à Narbonne | le 24 mai 1987 à Narbonne |
|  | Limoux                        | 2                              |              |    | le 26 avril 1987 à Castelnaudary | le 26 avril 1987 à Castelnaudary |  |  | le 7 mai 1987 | le 7 mai 1987 |  |  | le 24 mai 1987 à Narbonne | le 24 mai 1987 à Narbonne |
|  | Limoux                        | 2                              | Saint-Estève | 52 |                                  |                                  |  |  | le 7 mai 1987 | le 7 mai 1987 |  |  | le 24 mai 1987 à Narbonne | le 24 mai 1987 à Narbonne |
|  | le 12 avril 1987 à Apt        |                                | Saint-Estève | 52 |                                  |                                  |  |  | le 7 mai 1987 | le 7 mai 1987 |  |  | le 24 mai 1987 à Narbonne | le 24 mai 1987 à Narbonne |
|  |                               | Aussillon-Mazamet              | 4            |    |                                  |                                  |  |  | le 7 mai 1987 | le 7 mai 1987 |  |  | le 24 mai 1987 à Narbonne | le 24 mai 1987 à Narbonne |
|  | Aussillon-Mazamet             | Aussillon-Mazamet              | 4            | 20 |                                  |                                  |  |  | le 7 mai 1987 | le 7 mai 1987 |  |  | le 24 mai 1987 à Narbonne | le 24 mai 1987 à Narbonne |
|  | Aussillon-Mazamet             | le 24 avril 1987 à Carcassonne |              | 20 |                                  |                                  |  |  | le 7 mai 1987 | le 7 mai 1987 |  |  | le 24 mai 1987 à Narbonne | le 24 mai 1987 à Narbonne |
|  | Roanne                        | 16                             |              |    |                                  |                                  |  |  | le 7 mai 1987 | le 7 mai 1987 |  |  | le 24 mai 1987 à Narbonne | le 24 mai 1987 à Narbonne |
|  | Roanne                        | 16                             | Saint-Estève | 24 |                                  |                                  |  |  |               |               |  |  | le 24 mai 1987 à Narbonne | le 24 mai 1987 à Narbonne |
|  | le 12 avril 1987 à Toulouse   |                                | Saint-Estève | 24 |                                  |                                  |  |  |               |               |  |  | le 24 mai 1987 à Narbonne | le 24 mai 1987 à Narbonne |
|  |                               | Lézignan                       | 23           |    |                                  |                                  |  |  |               |               |  |  | le 24 mai 1987 à Narbonne | le 24 mai 1987 à Narbonne |
|  | Lézignan                      | Lézignan                       | 23           | 4  |                                  |                                  |  |  |               |               |  |  | le 24 mai 1987 à Narbonne | le 24 mai 1987 à Narbonne |
|  | Lézignan                      | le 7 mai 1987                  |              | 4  |                                  |                                  |  |  |               |               |  |  | le 24 mai 1987 à Narbonne | le 24 mai 1987 à Narbonne |
|  | Villeneuve-sur-Lot            | 2                              |              |    |                                  |                                  |  |  |               |               |  |  | le 24 mai 1987 à Narbonne | le 24 mai 1987 à Narbonne |
|  | Villeneuve-sur-Lot            | 2                              | Lézignan     | 37 |                                  |                                  |  |  |               |               |  |  | le 24 mai 1987 à Narbonne | le 24 mai 1987 à Narbonne |
|  | le 9 avril 1987 à Tonneins    |                                | Lézignan     | 37 |                                  |                                  |  |  |               |               |  |  | le 24 mai 1987 à Narbonne | le 24 mai 1987 à Narbonne |
|  |                               | Bataillon de Joinville         | 11           |    |                                  |                                  |  |  |               |               |  |  | le 24 mai 1987 à Narbonne | le 24 mai 1987 à Narbonne |
|  | Bataillon de Joinville        | Bataillon de Joinville         | 11           | 19 |                                  |                                  |  |  |               |               |  |  | le 24 mai 1987 à Narbonne | le 24 mai 1987 à Narbonne |
|  | Bataillon de Joinville        | le 26 avril 1987 à Lézignan    |              | 19 |                                  |                                  |  |  |               |               |  |  | le 24 mai 1987 à Narbonne | le 24 mai 1987 à Narbonne |
|  | La Réole                      | 12                             |              |    |                                  |                                  |  |  |               |               |  |  | le 24 mai 1987 à Narbonne | le 24 mai 1987 à Narbonne |
|  | La Réole                      | 12                             | Saint-Estève | 20 |                                  |                                  |  |  |               |               |  |  |                           |                           |
|  |                               |                                | Saint-Estève | 20 |                                  |                                  |  |  |               |               |  |  |                           |                           |
|  |                               | XIII Catalan                   | 10           |    |                                  |                                  |  |  |               |               |  |  |                           |                           |
|  | XIII Catalan                  | XIII Catalan                   | 10           | ?  |                                  |                                  |  |  |               |               |  |  |                           |                           |
|  | XIII Catalan                  |                                |              | ?  |                                  |                                  |  |  |               |               |  |  |                           |                           |
|  | Albi                          | ?                              |              |    |                                  |                                  |  |  |               |               |  |  |                           |                           |
|  | Albi                          | ?                              | XIII Catalan | 18 |                                  |                                  |  |  |               |               |  |  |                           |                           |
|  | le 9 avril 1987 à Pamiers     |                                | XIII Catalan | 18 |                                  |                                  |  |  |               |               |  |  |                           |                           |
|  |                               | Toulouse                       | 8            |    |                                  |                                  |  |  |               |               |  |  |                           |                           |
|  | Toulouse                      | Toulouse                       | 8            | 12 |                                  |                                  |  |  |               |               |  |  |                           |                           |
|  | Toulouse                      | le 26 avril 1987 à Avignon     |              | 12 |                                  |                                  |  |  |               |               |  |  |                           |                           |
|  | Saint-Gaudens                 | 8                              |              |    |                                  |                                  |  |  |               |               |  |  |                           |                           |
|  | Saint-Gaudens                 | 8                              | XIII Catalan | 20 |                                  |                                  |  |  |               |               |  |  |                           |                           |
|  | le 12 avril 1987 à Carpentras |                                | XIII Catalan | 20 |                                  |                                  |  |  |               |               |  |  |                           |                           |
|  |                               | Le Pontet                      | 10           |    |                                  |                                  |  |  |               |               |  |  |                           |                           |
|  | Le Pontet                     | Le Pontet                      | 10           | 25 |                                  |                                  |  |  |               |               |  |  |                           |                           |
|  | Le Pontet                     |                                |              | 25 |                                  |                                  |  |  |               |               |  |  |                           |                           |
|  | Avignon                       | 8                              |              |    |                                  |                                  |  |  |               |               |  |  |                           |                           |
|  | Avignon                       | 8                              | Le Pontet    | 7  |                                  |                                  |  |  |               |               |  |  |                           |                           |
|  | le 9 avril 1987 à Cavaillon   |                                | Le Pontet    | 7  |                                  |                                  |  |  |               |               |  |  |                           |                           |
|  |                               | Carpentras                     | 2            |    |                                  |                                  |  |  |               |               |  |  |                           |                           |
|  | Carpentras                    | Carpentras                     | 2            | 22 |                                  |                                  |  |  |               |               |  |  |                           |                           |
|  | Carpentras                    |                                |              | 22 |                                  |                                  |  |  |               |               |  |  |                           |                           |
|  | Salon-de-Provence             | 14                             |              |    |                                  |                                  |  |  |               |               |  |  |                           |                           |
|  | Salon-de-Provence             | 14                             |              |    |                                  |                                  |  |  |               |               |  |  |                           |                           |

## Finale (dimanche 24 mai 1987)
(mt : 8 - 0)
Points marqués :
- Saint-Estève : 3 essais de pénalisation (18e), de Khedimi (53e) et de Perez (57e) ; 2 transformations de Costals (18e et 53e) ; 2 pénalités de Costals (23e et 46e).
- XIII Catalan : 2 essais de Graels (61e et 79e) ; 1 transformation de Gibert (61e).

Évolution du score :  
Arbitre :  M. Belle (Provence)
Spectateurs : 10 000
Composition des équipes :
- Saint-Estève : William Cerri - Michel Roses, Jean-Luc Tène, Serge Pérez - Serge Costals (o), Mathieu Khedimi (m) - Mario Femia, Steve Robinson, Abet Baklouch, Pascal Hurtado, Mohamed Belmaziz, Will Tarry - Didier Cabestany, Bernard Guasch - Entraîneur :Jacques Jorda
- XIII Catalan : Serge Pallarès - Norbert Fourcade, Serge Bret, Éric Roudayre, Sébastien Rodriguez - Jean-Jacques Naudo (o), Klaus Perkovic (m) - Pierre Montgaillard, Patrick Baco, Guy Laforgue, Philippe Graels, Craig Ebert, Dominique Verdière - Gilles Dorval, Claude Gibert Entraîneur : Jean-Jacques Cologni